# Robert Wangermée
Robert Wangermée est un musicologue et administrateur belge né à Lodelinsart le 21 septembre 1920 et mort le 22 juillet 2019.

## Biographie
Robert Wangermée étudie la musique avec Jean Absil et l’histoire à l'Université libre de Bruxelles. Après y avoir obtenu son doctorat en histoire grâce à sa thèse sur Le Goût musical en France au XIXe siècle (1946), il y enseigne comme maître de conférences en 1948 — succédant à son ancien professeur Charles Van den Borren, le grand précurseur de la musicologie en Belgique — puis comme chargé de cours en 1962. Wangermée fonde ensuite la sous-section de musicologie (au sein du département d’histoire de l’art et archéologie, faculté de philosophie et lettres). Il y est nommé professeur en 1965, fonction qu’il assuma jusque dans les années 90. 
En 1964, il avait créé, toujours à l’ULB, le Centre d'Études de Sociologie de la Musique.
Il a parallèlement effectué une brillante carrière dans l’audio-visuel : engagé à l’INR (Institut national de radiodiffusion, précurseur de la RTBF) en 1946, il y devient directeur du Service musical en 1953, crée le « troisième programme radio » (spécialisé dans la musique classique), et termine sa carrière comme administrateur général de la RTBF de 1960 à 1984.
Robert Wangermée a assumé la fonction d’administrateur ou président de nombreuses associations, fondations ou institutions : 
- président du Conseil supérieur de l’audiovisuel de 1984 à 1997 ;
- président du Conseil de l’éducation aux médias de 1995 à 2008 ;
- président de l’Ensemble Musiques Nouvelles ;
- président d'Ars Musica à partir de 1989 [2];
- président du Conseil de la Musique ;
- président de la Société belge de Musicologie de 1977 à 2013 ;
- vice-président du conseil d’administration de l’Orchestre royal de chambre de Wallonie ;
- administrateur-délégué de l'Orchestre philharmonique de Liège ;
- membre du conseil d’administration de la Fondation Euphonia ;
- membre du conseil d’administration du Concours musical international Reine Élisabeth de Belgique ;
- membre du conseil d’administration de la Fondation musicale Reine Élisabeth ;
- etc.

Auteur de nombreux ouvrages, articles et préfaces d’ouvrages ainsi que collaborateur ou éditeur d’innombrables ouvrages collectifs relatifs à la musicologie, la sociologie de la musique, les politiques culturelles et la radio-télévision, Robert Wangermée assume la responsabilité de coéditeur de la Revue belge de Musicologie depuis 1958.
Robert Wangermée a rédigé plusieurs rapports relatifs à l'avenir de la télévision, l'avenir du service public de radio-télévision et la politique audiovisuelle européenne pour le Conseil de l'Europe et l'UER.
Robert Wangermée a été choisi comme un des Cent Wallons du siècle par l'Institut Jules Destrée en 1995.
En 2005, il est nommé « Octave d'honneur » durant cette édition des Octaves de la musique.

## Publications

### Ouvrages écrits et/ou édités
- Jean-Sébastien Bach. Esquisse historique, éd. Syrinx, 1944
- Ludwig van Beethoven, éd. du Trèfle, Molenbeek/Bruxelles, 1945
- Les maîtres de chant des XVIIe et XVIIIe siècles à la Collégiale des SS. Michel et Gudule à Bruxelles, Académie royale de Belgique, Bruxelles, 1950
- François-Joseph Fétis, musicologue et compositeur. Contribution à l'étude du goût musical au XIXe siècle, Bruxelles, Palais des Académies, 1951
- La musique belge contemporaine, La Renaissance du Livre, Bruxelles, 1959
- La musique flamande dans la société des XVe et XVIe siècles, Arcade, Bruxelles, 1965
- (en collaboration avec Holde Lhoest), L'après-télévision, Hachette, Paris, 1974.
- La Musique en Wallonie et à Bruxelles, R. Wangermée et Ph. Mercier, Bruxelles, éd. La Renaissance du Livre, 1980-82, 2 vol.
- (directeur scientifique) Les malheurs d'Orphée, culture et profit dans l'économie de la musique, éd. Mardaga, Bruxelles-Liège, 1990
- Dictionnaire de la chanson à Bruxelles et en Wallonie, éd. Mardaga, Liège, 1995
- André Souris et le complexe d'Orphée. Entre surréalisme et musique sérielle, éd. Mardaga, Liège, 1995
- Paul Collaer. Correspondance avec des amis musiciens, éd. R. Wangermée, Sprimont, 1996
- Mesens, E.L.T. Moi je suis musicien. Écrits réunis, présentés et commentés par R. Wangermée, Didier Devillez éditeur, coll. Fac-Similé, Bruxelles, 1997
- Magritte et l'univers du son, s.l., s.n., 1998
- Philippe Boesmans : entretiens et témoignages, R. Wangermée et Chr. Renard, éd. Mardaga, 1999
- André Souris : La lyre à double tranchant. Écrits sur la musique et le surréalisme, présentés et commentés par R. Wangermée, éd. Mardaga, Bruxelles-Liège, 2000
- Paul Nougé : La musique est dangereuse. Écrits réunis, présentés et commentés par R. Wangermée, Didier Devillez éditeur, coll. Fac-Similé, Bruxelles, 2001
- Guide du chant choral en Wallonie et à Bruxelles, éd. Mardaga, 2003
- Studio 4 – Maison de la Radio Flagey 1933-2002, Jos Vandenbreeden et R. Wangermée, CIVA, Bruxelles, 2004
- (éditeur) François-Joseph Fétis. Correspondance, éd. Mardaga, Sprimont, 2007, 622 p.  (ISBN 2-87009-947-9)
- L'éveil du printemps - Naissance d'un opéra, Frühlings Erwachen, opéra de Benoît Mernier et Jacques de Decker. R. Wangermée (coordinateur), Jacques De Decker, Valérie Dufour, Jean-Luc Fafchamps et Michèle Friche, éd. Mardaga, 2007

### Articles (sélection)
- « Importance de la musique dans les régions wallonnes aux XIVe et XVe siècles », WPH, t. 1, p. 477-489
- « L’apport wallon à la musique du XVIe siècle : de Josquin Desprez à Roland de Lassus », WPH, t. 2, p. 303-320
- « Musique et quasi-musique dans le chœur parlé », in ?, n° 34/35
- « Un bruit qui coûte cher ? Notes sur l'économie de la musique », Art&Fact no 6, 1987, Université de Liège
- « Évaluation des politiques culturelles. Lignes directrices pour l’élaboration des Rapports nationaux Conseil de l’Europe ». Conseil de la coopération culturelle, document provisoire, 1988
- « Les musiciens du surréalisme bruxellois et l'esprit Dada », Textyles no 8, novembre 1991
- « Mozart et l'originalité créatrice », Société des sciences, des arts et des lettres du Hainaut, 96e vol., 1992
- « Erik Satie à Bruxelles », Art&Fact no 15, 1996, Université de Liège